# Raión de Kaharlyk
Kaharlyk (en ucraniano: Кагарлицький район) es un raión o distrito de Ucrania en el óblast de Kiev. 
Comprende una superficie de 926 km².
La capital es la ciudad de Kaharlyk.

## Demografía
Según estimación 2010 contaba con una población total de 24444 habitantes.

## Otros datos
El código KOATUU es 3222200000. El código postal 09200 y el prefijo telefónico +380 4573.